# Teodoro (procônsul da Armênia)

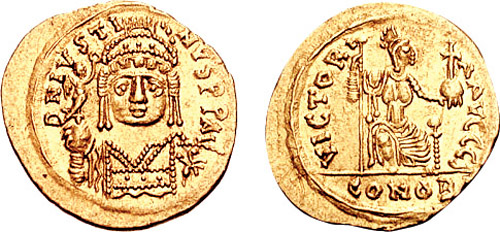
Soldo de r.

Teodoro (em latim: Theodorus) foi um oficial bizantino do século VI, ativo durante o reinado do imperador Justino II (r. 565–578). De acordo com Menandro Protetor, era filho de Baco. Homem educado e sagaz, manteve vários ofícios seniores do Estado, incluindo o de governador da Armênia (provavelmente procônsul da Armênia Prima). No começo de 575, como silenciário, foi enviado pelo césar Tibério II (r. 574–582) numa embaixada ao xá Cosroes I (r. 531–579) para agradecê-lo pessoalmente por ter recebido Trajano numa embaixada anterior e para demonstrar o interesse de Tibério em negociar a paz.
Ao chegar em Dara, foi pego por Cosroes, que estava em campanha na Armênia, e acompanhou-o a Teodosiópolis, onde testemunha suas disposições militares. Teodoro então retornou para Constantinopla com a mensagem de que Cosroes estava pronto para a paz e que enviaria emissários adequados caso os bizantinos fossem à fronteira. Após Teodoro partir, Cosroes retirou-se de Teodosiópolis.